# Кандидо Коэльо, Ришард
Ри́шард Канди́до Коэ́льо, более известный как просто Ри́шард (порт. Richard Candido Coelho) (род. 18 февраля 1994, Кампинас, штат Сан-Паулу) — бразильский футболист, полузащитник турецкого клуба «Аланьяспор».

## Биография
Ришард начал заниматься футболом в родном городе, в команде «Комерсиал», которая выступала в низших лигах чемпионата штата Сан-Паулу. В 2016 году на правах аренды выступал за «Атлетико Сорокабу», а в 2017 году права на игрока перешли к команде «Атибая», игравшей в третьем дивизионе Лиги Паулисты. В том же году Ришард был отдан в аренду в один из ведущих клубов Бразилии, «Флуминенсе». 17 сентября 2017 года дебютировал в Серии A в гостевом матче против «Атлетико Паранаэнсе», в котором его команда уступила 1:3.
В начале 2018 года подписал с «Флуминенсе» полноценный контракт. В этом сезоне Ришард был бессменным игроком основного состава. Чемпионат Бразилии для команды складывался сложно, и в итоге команда сумела сохранить место в Серии A лишь в последнем туре, обыграв «Америку Минейро» 1:0. В этом матче вратарь «Флу» Жулио Сезар отбил пенальти, защитник Гун выбил мяч с линии ворот, а единственный и победный мяч забил Ришард. Победа также позволила «трёхцветным» попасть в следующий розыгрыш Южноамериканского кубка.
После завершения чемпионата Ришард перешёл в «Коринтианс». Помог своей новой команде выиграть чемпионат штата Сан-Паулу в 2019 году, однако играл он не очень часто, и поэтому в июне до конца сезона был отдан в аренду в «Васко да Гаму». В «Васко» Ришард стал лидером команды по количеству успешных перехватов мяча. Однако продлевать аренду «адмиралы» не стали, и в начале 2020 года полузащитник вернулся в «Коринтианс».
В июле 2020 года Ришард перешёл в «Атлетико Паранаэнсе» на правах аренды до конца года. Позже аренда была продлена. Вместе с «ураганом» Ришард стал победителем чемпионата штата в 2020 году. В 2021 году помог своей команде выиграть Южноамериканский кубок, в розыгрыше которого он на пути к решающей встрече провёл 11 матчей из 13. В финале участия не принимал.

## Титулы и достижения
- Чемпион штата Сан-Паулу (1): 2019
- Чемпион штата Парана (1): 2020
- Финалист Кубка Бразилии (1): 2021
- Обладатель Южноамериканского кубка (1): 2021